# Línea de alta velocidad Pekín-Zhengzhou-Wuhan-Cantón-Shenzhen-Hong Kong
La línea de alta velocidad Pekín-Cantón-Shenzhen-Hong Kong, o Jingguangshengang, (chino simplificado: 京广深港高速铁路, chino tradicional: 京廣深港高速鐵路) es un tren de alta velocidad de servicio de pasajeros que conecta las estaciones Beijingxi en Pekín y Futian en Shenzhen. Luego cruza la frontera y sigue el recorrido hasta la estación West Kowloon, en Hong Kong. Cuando se haya terminado, será de 2.230 kilómetros (1.390 millas) de largo, y será el único ferrocarril chino de alta velocidad para cruzar la frontera que requiere la inmigración y control de aduanas. La vía férrea existente, Jingguang, corre paralela a esta línea en gran medida.